# Esperantoliteratuur
Dit artikel behandelt literatuur in het Esperanto.

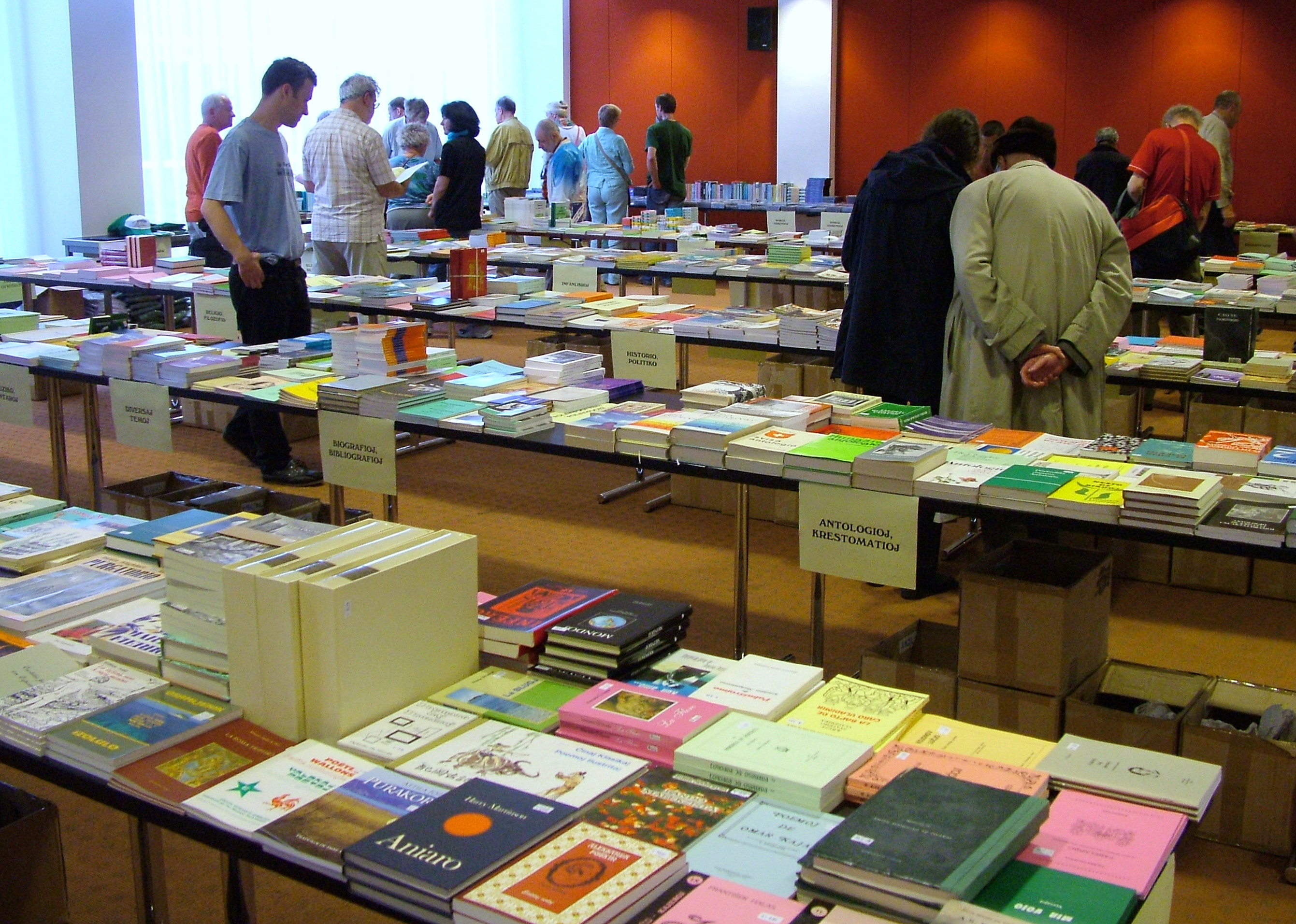
Esperantoliteratuur op het Esperanto-Wereldcongres in Rotterdam, 2008

## Vertaalde literatuur
De eerste pogingen op het einde van de 19e eeuw om werken uit de (wereld)literatuur te vertalen naar het Esperanto, hadden iets weg van een schooltaak: de vertalers stuurden eerst hun manuscripten op naar Zamenhof, die ze vooraleer ze te publiceren nalas en corrigeerde op stilistische en grammaticale fouten. De vertalingen verschenen hoofdzakelijk in het tijdschrift 'La Esperantisto', waarvan Zamenhof zelf de hoofdredacteur was. Vele regelmatige medewerkers van de beginjaren zijn later bekend geworden voor hun algemene bijdragen tot de vertaalde Esperantoliteratuur. Onder hen bevinden zich Grabowski, de Wahl, Devjatnin, Kofman en L. E. Meier.
Tot 1904 verschenen er heel weinig vertalingen in boekformaat, vooral ook omdat het aantal sprekers van het Esperanto veel te beperkt was. De meest interessante vertaalde auteurs uit de beginjaren zijn
- Hamlet van Shakespeare door Zamenhof zelf
- Goethe en Poesjkin door Antoni Grabowski

Toentertijd vertaalde men hoofdzakelijk uit het Russisch, Pools en Duits. Uiteraard was dat ook de moedertaal van de meeste esperantisten in het begin van de 20e eeuw.
Door de uitbreiding van de Esperantobeweging en de daaropvolgende bijeenkomsten, werden er ook steeds meer werken vertaald. Veel internationaal bekende werken uit verschillende culturen en perioden zijn ondertussen dan ook in het Esperanto verschenen. Een paar heel bekende vertaalde werken zijn:
- de Bijbel (La sankta biblio) (in het begin van de 20e eeuw door Zamenhof zelf)
- Robinson Crusoe (1928)
- De De goddelijke komedie van Dante (1963)
- De Koran (1977: I. Chiussi en 2000: M. Abbasi)
- Lof der zotheid van Erasmus (Laŭdo de l'stulteco) (1988)
- Winnie The Pooh (1991)
- 100 jaar eenzaamheid van Gabriel García Márquez (1992)
- De Hobbit van Tolkien
- In de ban van de ring van Tolkien
- De profeet (La profeto) van Khalil Gibran (1962)
- De Bhagavad Gita (Bhagavad-Gita) (1942)
- De Papalagi (La Papalagoj)
- De Kalevala (1964)

Zelfs het Rode Boekje van Mao werd indertijd in het Esperanto uitgegeven. 

Minder bekende boeken zijn vaak vertaald van de originele taal naar het Engels, waarna ze vervolgens van het Engels naar het Nederlands worden vertaald. Op deze manier gaat er veel van wat de schrijver bedoelde, verloren. Als je interesse hebt in Oosterse of Oost-Europese literatuur, dan is een Esperantovertaling zelfs soms de enige die je zal vinden.

## Originele literatuur
De eerste pogingen om originele literatuur te schrijven, werden door Zamenhof zelf gedaan. Hij schreef vooral gedichten zoals 'Mia Penso' en 'Ho, mia kor'!' In de eerste nummers van het tijdschrift 'La Esperantisto' verschenen bijdragen van onder anderen L. E. Meier, Grohn, Fez (Felix Zamenhof), en Goldberg. In het jaar 1896 verscheen het eerste apart gedrukte gedicht: 'Nevola Mortiginto' van Devjatnin. De Fundamenta Krestomatio, voor het eerst uitgegeven in 1903, bevatten naast originele gedichten van Zamenhof ook bijdragen van andere sprekers van de internationale taal.
Het eerste Esperantocongres in Boulogne-sur-Mer in 1905 betekende een enorme stimulans voor de literatuur in het Esperanto. Er verschenen verschillende dichtbundels en boeken. Tijdens de Eerste Wereldoorlog viel de uitgave van gedichten en boeken in het Esperanto zo goed als stil. In de naoorlogse periode werd er redelijk wat proza in het Esperanto geschreven. Zo bracht Luyken, reeds Esperanto-auteur voor de Eerste Wereldoorlog, de romans 'Stranga Heredaĵo' en 'Pro Iŝtar' op de markt. Daarnaast verschenen onder andere 'Idoj de Orfeo' van de Nederlander Bulthuis, 'Jozef kaj la Edzino' van Potifar, en 'La Vila Mano'.
Ondertussen bestaan er honderden boeken die origineel in het Esperanto zijn geschreven. Veel verkochte werken zijn onder andere
- Gerda malaperis van Claude Piron (1983)
- La danĝera lingvo van Ulrich Lins (1988)
- Vi povas morti nur dufoje van István Nemere (1989)
- Kromosomoj van Jacques-Louis Mahé (1989)
- Kredu min sinjorino! van Cezaro Rosetti (derde uitgave 1990)
- La ŝtona urbo van Anna Löwenstein (1999)
- Dis! van Sten Johansson (2001)
- Dek tagoj de kapitano Postnikov van Mikael Bronstejn (2004)

## Literaire scholen
Er bestaan zelfs meerdere 'literaire scholen' in het Esperanto, zoals 'La Ibera Skolo' - de Iberische School.

### La Ibera Skolo
Vier schrijvers uit het Iberische schiereiland vormen hiervan de kern
- Miguel Fernández (1950-)
- Liven Dek (Miguel Gutiérrez Adúriz, 1950-)
- Georgo Kamaĉo (Jorge Camacho, 1966-)
- Gonçalo Neves (1964-)

Zij brachten onder andere in 1993 de bekende dichtbundel 'Ibere Libere' uit en maakten werk van een serie van sciencefictionboeken, Sferoj. Tussen 1982 en 1994 kwamen er negen Sferoj op de markt. Daarnaast zijn de leden van de Iberische School onder andere bekend van hun vertalingen van gedichten uit het Spaans en het Portugees en van hun bijdragen aan het boek Ekstremoj.

### La Skota Skolo
Zij omvat de volgende auteurs:
- William Auld (1924-2006)
- John Francis (1924-2012)
- John Dinwoodie (1904-1980)
- Reto Rossetti (1909-1994)

die met het boek Kvaropo debuteerden. Kvaropo betekent viertal in het Esperanto.

### La Budapeŝta Skolo
Zij omvat onder andere de volgende auteurs:
- Julio Baghy (1891-1967)
- Kálmán Kalocsay (1911-1976)

## Organisaties
Het befaamde Internationale PEN Club heeft een Esperanto-afdeling, het Esperanto PEN-Centrum. Regelmatig slagen Esperantisten erin om via deze club de Esperantoliteratuur voor te stellen en te promoten.
Daarnaast bestaat er ook een Vereniging van Schrijvers in het Esperanto (eo:"Esperantlingva Verkista Asocio" - EVA). Deze is ontstaan in 1983 en werkt sinds 1984 samen met de Wereld Esperanto Vereniging. EVA heeft als hoofddoel om schrijvers te stimuleren in het Esperanto boeken uit te brengen en het taalgebruik op een hoger niveau te brengen. Zij streven er ook naar om de Esperantoliteratuur erkenning te doen genieten zowel binnen als buiten de Esperantobeweging.

## Literaire wedstrijden
Sinds 1982 organiseert het Russische tijdschrift La Ondo de Esperanto jaarlijks (uitgezonderd 1990, 1995 en 1996) de literaire wedstrijd LIRO. Tot 1997 werd deze wedstrijd enkel voor Russen georganiseerd, daarna werd hij internationaal. Op dit ogenblik is LIRO de tweede meest populaire literaire wedstrijd, na de 'Belartaj Konkursoj' van de Wereld Esperanto Vereniging.